# Jack Marshall
Jack Wilton Marshall (23. november 1921 – 20. september 1973) var en amerikansk komponist, arrangør og guitarist. Han har skrevet temaet til flere tv-serier og har en række pladeindspilninger bag sig. Han var på et tidspunkt musikalsk direktør for grammofonselskabet Capitol.